# 앙트완과 앙트와네트
《앙트완과 앙트와네트》(Antoine Et Antoinette, Antoine And Antoinette)는 프랑스에서 제작된 자크 베케르 감독의 1947년 코미디, 드라마 영화이다. 로제 피고 등이 주연으로 출연하였다. 1947년 칸 영화제에 출품되었다.

## 줄거리
앙투안과 앙투아네트는 파리에서 살고 일하는 노동계급 가족이다. 그는 인쇄소에서 일하고 그녀는 백화점에서 일한다. 부부는 가난하지만 친구가 많다. 그러나 앙투안은 활기찬 앙투아네트가 자신에게 헌신적임에도 불구하고 다른 남자들이 그녀에게 관심을 보이는 것을 질투한다. 복권 당첨으로 재정 문제가 해결된 듯 보였으나, 앙투안이 파리 메트로에서 당첨 복권을 잃어버리면서 다시 어려움에 처한다.

## 출연

### 주연
- 로제 피고
- 클레르 마페

### 조연
- 노엘 로크베르
- 가스통 모돗
- 피에르 트라보
- 프랑수아 주
- 제라르 우리
- 아네트 푸아브르